# Jacksen F. Tiago
Jacksen Ferreira Tiago (* 28. května 1968) je bývalý brazilský fotbalista, který se věnuje trenérské funkci. Od roku 2019 trénuje indonéský tým Persipura Jayapura. V roce 2013 krátce vedl reprezentaci Indonésie. Na klubové úrovni hrál v rodné Brazílii, ale také v Indonésii, Číně a Singapuru. Trenérská kariéra ho zavedla také do Malajsie.

## Trenérská kariéra
V roce 2013 vedl současně s Persipurou i indonéskou reprezentaci. V období od března do listopadu odkoučoval 5 utkání. Dvě z toho byla přátelská utkání s Nizozemskem (prohra 0:3) a s Filipínami (výhra 2:0). Tři utkání poté byla v kvalifikaci na Mistrovství Asie ve fotbale 2015. Po zápasech proti Číně (remíza 1:1, prohra 0:1) a Iráku (prohra 0:2) byl odvolán. V listopadu 2014 po šesti letech opustil Persipuru, se kterou vybojoval tři mistrovské tituly a podepsal smlouvu s druholigovým malajsijským Penangem. Hned ve své první sezoně dokázal s Penangem postoupit do první ligy. V dubnu 2016 ale ve funkci rezignoval. V roce 2017 se vrátil do indonéské ligy, kde převzal tým PS Barito Putera. V sezoně 2018 skončil Barito Putera na 6. místě ligy, v sezoně 2019 byl ale po 5. kole na posledním místě tabulky a Tiago byl odvolán. V červenci 2019 se Tiago vrátil do Persipury, která byla na 15. místě tabulky. Do konce sezony vytáhl Persipuru na 3. místo ligy, pouze o bod za druhým místem zaručujícím mezinárodní poháry.